# کوه پله
کوه پله (فرانسوی: Montagne Pelée‎) یک کوه آتشفشانی فعال در انتهای شمالی جزیره مارتینیک واقع در جزایر آنتیل کوچک در دریای کارائیب است که بخشی از شهرستان‌های فرادریایی فرانسه به‌شمار می‌رود. مخروط آتشفشانی این کوه از لایه‌های خاکستر آتشفشانی و گدازه‌های سخت‌شده پدید آمده‌است.
این آتشفشان چینه‌ای به دلیل فوران سال ۱۹۰۲ و آثار مخرب ناشی از آن که بدترین فوران آتشفشانی قرن بیستم لقب گرفته، مشهور است. این فوران باعث کشته‌شدن حدود ۳۰۰۰۰ نفر شد. بیشتر قربانیان بر اثر جریان آذرآواری که در شهر سنت‌پیر (Saint-Pierre, Martinique) روی داد کشته شدند. در آن زمان سنت‌پیر بزرگ‌ترین شهر جزیره بود.
جریان‌های آذرآواری دقایقی پس از فوران شهر ۳۰۰۰۰ نفری سنت‌پیر را کاملاً نابود کردند. تنها دو نفر از این فوران آتشفشانی جان سالم به‌در بردند: لاجر سیلبَریس (Ludger Sylbaris) که در یک سیاهچال با تهویه ضعیف زندانی بود و لئون کومپر لیندر (Léon Compère-Léandre) که در حاشیه شهر زندگی می‌کرد و با وجود سوختگی شدید نجات یافت.
این فوران تنها فوران آتشفشانی بزرگ در تاریخ فرانسه و سرزمین‌های فرادریایی آن به‌شمار می‌رود.

## ویژگی‌های جغرافیایی
کوه پله بر اثر فرایند فرورانش پدید آمده‌است. فرورانش باعث ایجاد کمان جزیره‌ای آنتیل کوچک به‌شکل زنجیره آتشفشانی خمیده‌ای به طول تقریبی ۸۵۰ کیلومتر میان پورتوریکو و ونزوئلا شده‌است، جایی که صفحه کارائیب با پوسته اقیانوسی اطلس که متعلق به صفحه آمریکای جنوبی است، برخورد می‌کند.